# Taxeotis orphnina
Taxeotis orphnina är en fjärilsart som beskrevs av Turner 1904. Taxeotis orphnina ingår i släktet Taxeotis och familjen mätare. Inga underarter finns listade i Catalogue of Life.